# Grand-Prix-Saison 1915

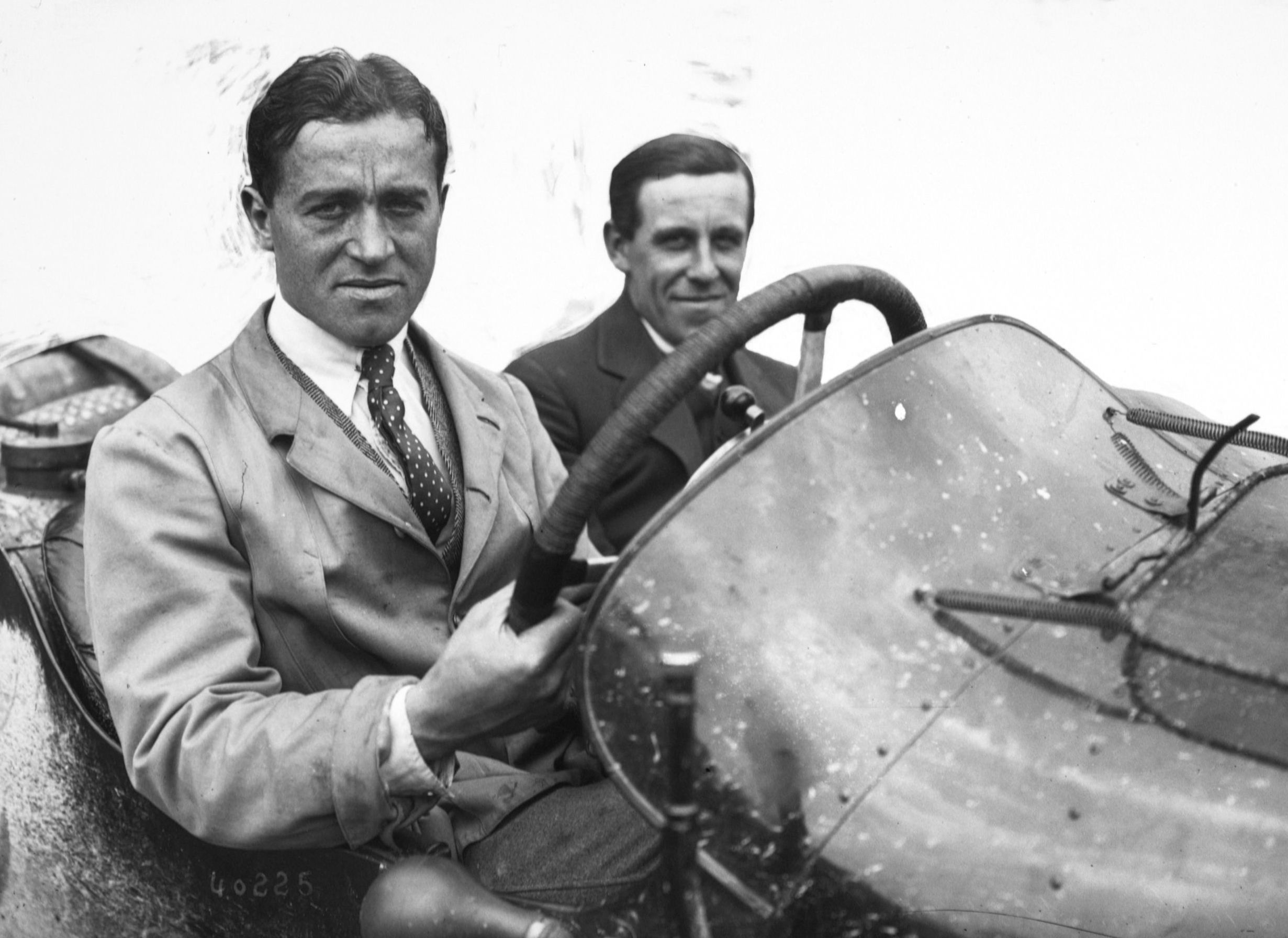
Dario Resta, hier beim Großen Preis von Frankreich 1914.

In der Grand-Prix-Saison 1915 wurden wegen des Ersten Weltkrieges vom Automobil-Weltverband AIACR keine Grandes Épreuves ausgeschrieben.
Es fanden vier bedeutende Rennen statt – allesamt in den USA: der Vanderbilt Cup und der Große Preis von Amerika in San Francisco, das Indianapolis 500 auf dem Indianapolis Motor Speedway sowie die Elgin National Trophy auf dem Elgin Road Race Course in Elgin, Illinois.

## Rennkalender
| Datum  | Rennen                   | Strecke                           | Sieger                   | Statistik |
| ------ | ------------------------ | --------------------------------- | ------------------------ | --------- |
| 27.02. | Großer Preis von Amerika | San Francisco World’s Fair Course | Dario Resta (Peugeot)    | Statistik |
| 06.03. | Vanderbilt Cup           | San Francisco World’s Fair Course | Dario Resta (Peugeot)    | Statistik |
| 31.05. | Indianapolis 500         | Indianapolis Motor Speedway       | Ralph DePalma (Mercedes) | Statistik |
| 21.08. | Elgin National Trophy    | Elgin Road Race Course            | Gil Andersen (Stutz)     |           |